# CMC-Knauf
CMC-Knauf (ICS „Knauf-gips” SRL) este o întreprindere moldo-germană care activează domeniul materialelor de construcție din Bălți, Republica Moldova. Întreprinderea a fost fondată în 1957 ca Combinatul de materiale de construcții din Bălți. În anii 1961-1964 în Bălți se construiește Fabrica de ghips, ulterior, în 1972, este unit cu Combinatul de materiale de construcție. În anii 70-80 era cea mai mare și unica întreprindere ce fabrica produse de ghisp de înaltă calitate. În anii 90 combinatul și-a restrâns producția din cauza crizei economice. Totuși, întreprinderea a reușit să se mențină pe piață și în prezent este printre liderii industriei materialelor de construcțiii din Repblica Moldova. CMC-Knauf produce prefabricate de beton, cărămizi, materiale cu umplutură poroase, amestecuri pentru tencuială uscată și pe bază de ghips, plăci de ipsos . Producția este realizată conform standardelor internaționale și în fiecare an este supusă, în Germania, certificării în conformitate cu DIN. Peste 80% din marfă este comercializate pe piețe externe: Rusia, România, Ucraina, Belarus, Bulgaria etc.  Materia primă este extrasă dintr-un carier de ghips din apropierea satului Criva, Briceni .
Pe lângă întreprindere există un centru de instruire pentru perfecționarea personalului .